# Seattle Sounders FC 2024
Questa voce raccoglie le informazioni riguardanti i Seattle Sounders nelle competizioni ufficiali della stagione 2024.

## Maglie e sponsor
Il fornitore tecnico per la stagione 2024 è stato Adidas, mentre il main sponsor sulla maglia è stato Providence.
| 1ª divisa | 2ª divisa |

## Rosa
| N. |                        | Ruolo | Calciatore         |
| -- | ---------------------- | ----- | ------------------ |
| 3  | Ecuador (bandiera)     | D     | Xavier Arreaga     |
| 4  | Brasile (bandiera)     | D     | Nathan Cardoso     |
| 5  | Camerun (bandiera)     | D     | Nouhou Tolo        |
| 6  | Brasile (bandiera)     | C     | João Paulo         |
| 7  | El Salvador (bandiera) | C     | Cristian Roldan    |
| 8  | Stati Uniti (bandiera) | C     | Josh Atencio       |
| 9  | Perù (bandiera)        | A     | Raúl Ruidíaz       |
| 10 | Argentina (bandiera)   | A     | Pedro de la Vega   |
| 11 | Slovacchia (bandiera)  | C     | Albert Rusnák      |
| 13 | Stati Uniti (bandiera) | A     | Jordan Morris      |
| 14 | Stati Uniti (bandiera) | C     | Paul Rothrock      |
| 15 | Stati Uniti (bandiera) | D     | Jon Bell           |
| 16 | El Salvador (bandiera) | D     | Alex Roldán        |
| 17 | Stati Uniti (bandiera) | C     | Danny Musovski     |
| 18 | Stati Uniti (bandiera) | C     | Obed Vargas        |
| 21 | Stati Uniti (bandiera) | C     | Reed Baker-Whiting |

| N. |                           | Ruolo | Calciatore          |
| -- | ------------------------- | ----- | ------------------- |
| 23 | Brasile (bandiera)        | C     | Léo Chú             |
| 24 | Svizzera (bandiera)       | P     | Stefan Frei ()      |
| 25 | Stati Uniti (bandiera)    | D     | Jackson Ragen       |
| 26 | Stati Uniti (bandiera)    | P     | Andrew Thomas       |
| 28 | Colombia (bandiera)       | D     | Yeimar Gómez        |
| 29 | Stati Uniti (bandiera)    | P     | Jacob Castro        |
| 33 | Stati Uniti (bandiera)    | D     | Cody Baker          |
| 35 | Stati Uniti (bandiera)    | D     | Antino Lopez        |
| 37 | Stati Uniti (bandiera)    | C     | Snyder Brunell      |
| 39 | Stati Uniti (bandiera)    | D     | Stuart Hawkins      |
| 75 | Stati Uniti (bandiera)    | C     | Danny Leyva         |
| 77 | Stati Uniti (bandiera)    | C     | Sota Kitahara       |
| 85 | Stati Uniti (bandiera)    | C     | Kalani Kossa-Rienzi |
| 93 | Costa d'Avorio (bandiera) | C     | Georgi Minoungou    |
| 95 | Guyana (bandiera)         | A     | Osaze De Rosario    |
| 99 | Stati Uniti (bandiera)    | A     | Dylan Teves         |

## Calciomercato

### Sessione invernale
| Acquisti         | Acquisti            | Acquisti           | Acquisti                     |
| R.               | Nome                | da                 | Modalità                     |
| ---------------- | ------------------- | ------------------ | ---------------------------- |
| A                | Pedro de la Vega    | Lanús              | definitivo (6,4 milioni €)   |
| D                | Nathan              |                    | definitivo (svincolato)      |
| c                | Danny Musovski      |                    | svincolato                   |
| C                | Danny Leyva         | Colorado Rapids    | definitivo (fine prestito)   |
| P                | Andrew Thomas       | New Mexico Utd     | definitivo (fine prestito)   |
| Altre operazioni |                     |                    |                              |
| R.               | Nome                | da                 | Modalità                     |
| D                | Jon Bell            | St. Louis City     | definitivo (draft)           |
| D                | Kalani Kossa-Rienzi | Washington Huskies | definitivo (draft)           |
| A                | Braudílio Rodrigues | Tacoma Defiance    | definitivo (squadra riserve) |
| D                | Antino Lopez        | Duke Blue Devils   | definitivo (draft)           |
| A                | Buba Fofanah        | Portland Pilots    | definitivo (draft)           |

| Cessioni         | Cessioni          | Cessioni | Cessioni                            |
| R.               | Nome              | a        | Modalità                            |
| ---------------- | ----------------- | -------- | ----------------------------------- |
| C                | Nicolás Lodeiro   |          | definitiva (fine contratto)         |
| C                | Ethan Dobbelaere  |          | definitiva (opzione non esercitata) |
| P                | Stefan Clevelan   |          | definitiva (opzione non esercitata) |
| A                | Héber             |          | definitiva (opzione non esercitata) |
| D                | Abdoulaye Cissoko |          | definitiva (fine contratto)         |
| C                | Kelyn Rowe        |          | definitiva (fine contratto)         |
| A                | Fredy Montero     |          | definitiva (fine contratto)         |
| Altre operazioni |                   |          |                                     |
| R.               | Nome              | a        | Modalità                            |
|                  |                   |          |                                     |

### Sessione estiva
| Acquisti | Acquisti         | Acquisti        | Acquisti                     |
| R.       | Nome             | da              | Modalità                     |
| -------- | ---------------- | --------------- | ---------------------------- |
| C        | Georgi Minoungou | Tacoma Defiance | definitivo (squadra riserve) |

| Cessioni | Cessioni | Cessioni | Cessioni |
| R.       | Nome     | a        | Modalità |
| -------- | -------- | -------- | -------- |
|          |          |          |          |

## Risultati

### Major League Soccer

#### Regular season
| Arbitro: | Costa |

|                        |           |                       |
| Tillman 45’ Bogusz 55’ | Marcatori | 73’ (rig.) de la Vega |

| Seattle 2 marzo 2024, ore 19:30 PST Partita 2 | Seattle Sounders | 0 – 0 referto | Austin FC | Lumen Field (30 067 spett.)\| Arbitro: \| Santos \| |
| Arbitro:                                      | Santos           |               |           |                                                     |

| Arbitro: | Wiseman |

|                    |           |            |
| Ruidíaz 11’ (rig.) | Marcatori | 88’ Cabral |

| Arbitro: | Ciampi |

|                                           |           |                          |
| Vítor Costa 42’ Espinoza 43’ Ebobisse 82’ | Marcatori | 72’ Ruidíaz 81’ Musovski |

| Arbitro: | Elfath |

|                |           |  |
| Gabriel Pec 4’ | Marcatori |  |

| Arbitro: | Dujic |

|                                                                     |           |  |
| Ruidíaz 20’ Ruidíaz 27’ (rig.) Morris 48’ A. Roldán 82’ Teves 90+7’ | Marcatori |  |

| Carson 13 aprile 2024, ore 17:30 PDT Partita 8 | FC Dallas | 0 – 0 referto | Seattle Sounders | Dignity Health Sports Park (19 096 spett.)\| Arbitro: \| Da Silva \| |
| Arbitro:                                       | Da Silva  |               |                  |                                                                      |

| Arbitro: | Touchan |

|  |           |                     |
|  | Marcatori | 58’ Gauld 71’ White |

| Arbitro: | Mendoza |

|                                |           |             |
| Benteke 32’ (rig.) Benteke 45’ | Marcatori | 14’ Léo Chú |

| Arbitro: | Erick Lezama |

|                        |           |                                    |
| McGlynn 55’ Gazdag 57’ | Marcatori | 13’ Ruidíaz 22’ Vargas 37’ Ruidíaz |

| Seattle 5 maggio 2024, ore 15:30 PDT Partita 11 (Cascadia Cup) | Seattle Sounders | 0 – 0 referto | LA Galaxy | Lumen Field (31 102 spett.)\| Arbitro: \| Fischer \| |
| Arbitro:                                                       | Fischer          |               |           |                                                      |

| Arbitro: | Chapman |

|          |           |                        |
| Mora 15’ | Marcatori | 19’ Roldan 50’ Ruidíaz |

| Arbitro: | Pekmic |

|                         |           |  |
| C.A. Gómez 27’ Luna 58’ | Marcatori |  |

| Arbitro: | Rivas |

|           |           |                    |
| Morris 9’ | Marcatori | 90+4’ (rig.) Gauld |

| Arbitro: | Szpala |

|             |           |                               |
| Totland 82’ | Marcatori | 66’ (aut.) Hiebert 69’ Morris |

| Arbitro: | Bojko |

|            |           |                  |
| Rusnák 68’ | Marcatori | 90+9’ C.A. Gómez |

| Arbitro: | Gonzales |

|                           |           |            |
| Russell 19’ A. Vargas 85’ | Marcatori | 12’ Morris |

| Arbitro: | Mendoza |

|                         |           |  |
| Morris 28’ Rothrock 58’ | Marcatori |  |

| Arbitro: | Fischer |

|                           |           |                        |
| Blessing 30’ Blessing 40’ | Marcatori | 57’ Rothrock 63’ Ragen |

| Arbitro: | Badawi |

|                                     |           |                      |
| Ruidíaz 78’ Morris 88’ Morris 90+4’ | Marcatori | 66’ Delgado 70’ Musa |

| Arbitro: | Dickerson |

|                                       |           |                    |
| Rusnák 57’ (rig.) Rusnák 90+3’ (rig.) | Marcatori | 30’ Haile-Selassie |

| Arbitro: | Pekmic |

|                       |           |  |
| Morris 15’ Rusnák 81’ | Marcatori |  |

| Arbitro: | Marrufo |

|  |           |            |
|  | Marcatori | 63’ Morris |

| Arbitro: | Da Silva |

|                            |           |  |
| Parker 27’ (aut.) Bell 49’ | Marcatori |  |

| Arbitro: | Chapman |

|  |           |                                           |
|  | Marcatori | 16’ (rig.) Bouanga 26’ Bogusz 74’ Bouanga |

| Arbitro: | Gonzales |

|                              |           |                                 |
| Yeboah 34’ (rig.) Yeboah 56’ | Marcatori | 11’ Morris 28’ Ragen 75’ Rusnák |

| Arbitro: | Szpala |

|              |           |  |
| Mosquera 55’ | Marcatori |  |

| Arbitro: | Mendoza |

|  |           |                                               |
|  | Marcatori | 45+6’ Rusnák 60’ Morris 67’ Rusnák 70’ Rusnák |

| Arbitro: | Fischer |

|                        |           |  |
| Ragen 19’ Rothrock 40’ | Marcatori |  |

| Arbitro: | Rivas |

|                       |           |                          |
| Morris 21’ Morris 39’ | Marcatori | 15’ Pellegrino 89’ Marie |

| Arbitro: | Chapman |

|              |           |  |
| Rothrock 22’ | Marcatori |  |

| Arbitro: | Penso |

|  |           |                                              |
|  | Marcatori | 14’ Minoungou 65’ (rig.) Rusnák 67’ Rothrock |

| Arbitro: | Ford |

|  |           |            |
|  | Marcatori | 48’ Rusnák |

| Arbitro: | Pekmic |

|           |           |            |
| Gómez 37’ | Marcatori | 68’ Antony |

Concludendo la regular season al 4º posto nella classifica della Western Conference, i Seattle Sounders hanno ottenuto l'accesso ai playoffs MLS.

#### Playoffs

##### Western Conference First Round
Nel First round della Western Conference, i Seattle Sounders affronteranno lo Houston Dynamo.
| Arbitro: | Unkel |

|                                          |                      |                                           |
| Ruidíaz Rusnák Ragen C. Roldán A. Roldán | Tiri di rigore 5 – 4 | Ponce Dorsey Kowalczyk Sviatchenko Steres |

| Arbitro: | Villarreal |

|                                                       |                      |                                                          |
| C. Roldán 90+3’                                       | Marcatori            | 87’ C. Roldán                                            |
| Ponce Dorsey Kowalczyk Ferreira Steres Raines Schmitt | Tiri di rigore 6 – 7 | C. Roldán Ragen A. Roldán Leyva Ruidíaz Minoungou Vargas |

Con la vittoria in Gara 2 ai calci di rigore, i Seattle Sounders si sono aggiudicati la serie per 2-0 eliminando dai playoffs lo Houston Dynamo e ottenendo in tal modo la qualificazione alle Western Conference Semifinals.

##### Western Conference Semifinals
Nelle Semifinals della Western Conference, i Seattle Sounders hanno affrontato il Los Angeles FC.
| Arbitro: | Gonzales Jr. |

|                  |           |                               |
| Hollingshead 50’ | Marcatori | 59’ (aut.) Chanot 109’ Morris |

Con la vittoria per 2-1 ottenuta ai tempi supplementari, i Seattle Sounders hanno ottenuto la qualificazione alle Western Conference Finals.

##### Western Conference Finals
Nelle Western Conference Finals, i Seattle Sounders affronteranno il Los Angeles Galaxy.
| Arbitro: | Fischer |

|              |           |  |
| Joveljić 85’ | Marcatori |  |

Con la sconfitta subita per mano del Los Angeles Galaxy per 0-1, i Seattle Sounders sono stati eliminati dai playoffs MLS alle Western Conference Finals.

### Open Cup
I Seattle Sounders sono una delle 8 squadre di MLS che quest'ultima ha scelto di far partecipare alla Open Cup 2024. I Seattle Sounders hanno cominciato la loro partecipazione alla Open Cup a partire dai sedicesimi di finale, aggregato alla LeToux Division insieme a Louisville City, North Carolina e Phoenix Rising.

#### Sedicesimi di finale
| Arbitro: | Ocampo |

|                                                                     |                      |                                                          |
| Rothrock 41’ Musovski 62’                                           | Marcatori            | 67’ (rig.) Totsch 89’ Gonzalez                           |
| Musovski Leyva Lopez Léo Chú Brunell De Rosario Kossa-Rienzi Thomas | Tiri di rigore 5 – 4 | Totsch Wynder Ordoñez Davila McCabe Gleadle Wilson Adams |

Permanendo il risultato di parità (2-2) anche dopo la disputa dei tempi supplementari, sono stati necessari i calci di rigore dai quali sono usciti vincitori i Seattle Sounders, che in tal modo ha battuto il Louisville City e si è qualificato agli ottavi di finale di Open Cup.

#### Ottavi di finale
| Arbitro: | Szpala |

|                                       |           |              |
| A. Roldán 68’ (rig.) Kossa-Rienzi 88’ | Marcatori | 45+5’ Cabral |

Con la vittoria per 2-1 ottenuta sul Phoenix Rising, i Seattle Sounders si sono qualificati ai quarti di finale di Open Cup.

#### Quarti di finale
| Arbitro: | Unkel |

|             |           |                        |
| Herrera 49’ | Marcatori | 16’ Atencio 31’ Morris |

Con la vittoria per 2-1 sul Sacramento Republic, i Seattle Sounders si sono qualificati alle semifinali di Open Cup.

#### Semifinale
| Arbitro: | Fierro |

|  |           |             |
|  | Marcatori | 83’ Bouanga |

Con la sconfitta per 1-0 subita dal Los Angeles FC, i Seattle Sounders sono stati eliminati dalla Open Cup.

### Leagues Cup
Il sorteggio dei gruppi di Leagues Cup, avvenuto il 31 gennaio 2024, ha visto i Sounders aggregati nel gruppo West 6 con Minnesota United (Stati Uniti) e Necaxa (Messico).

#### Fase a gruppi (West 6)
| Arbitro: | Joe Dickerson |

|                           |           |  |
| Morris 87’ Rothrock 90+4’ | Marcatori |  |

| Arbitro: | Nation |

|           |           |                                          |
| Vargas 8’ | Marcatori | 24’ Palavecino 44’ Cambindo 90+2’ Rosero |

Classificandosi al 2º posto nel gruppo West 6, i Seattle Sounders si sono qualificati ai sedicesimi di finale della Leagues Cup.

#### Fase finale

##### Sedicesimi di finale
| Arbitro: | Szpala |

|                                   |           |                 |
| Gómez 4’ Ragen 7’ A. Roldán 45+4’ | Marcatori | 83’ Gabriel Pec |

Con la vittoria per 3-1, i Seattle Sounders hanno battuto i Los Angeles Galaxy e si sono qualificati agli ottavi di finale di Leagues Cup.

##### Ottavi di finale
| Arbitro: | Dickerson |

|                                                        |           |  |
| Rothrock 32’ Morris 58’ Rusnák 71’ (rig.) Morris 90+5’ | Marcatori |  |

Con la vittoria per 4-0, i Seattle Sounders hanno battuto i Pumas e si sono qualificati ai quarti di finale di Leagues Cup.

##### Quarti di finale
| Arbitro: | Ramos |

|  |           |                                         |
|  | Marcatori | 14’ Hollingshead 25’ Kamara 53’ Bouanga |

Con la sconfitta per 3-0 subita per mano del Los Angeles FC, i Seattle Sounders sono stati eliminati ai quarti di finale della Leagues Cup.

## Statistiche

### Statistiche di squadra
| Competizione | P.ti | In casa | In casa | In casa | In casa | In casa | In casa | In trasferta | In trasferta | In trasferta | In trasferta | In trasferta | In trasferta | In campo neutro | In campo neutro | In campo neutro | In campo neutro | In campo neutro | In campo neutro | Totale | Totale | Totale | Totale | Totale | Totale | DR  |
| Competizione | P.ti | G       | V       | N       | P       | Gf      | Gs      | G            | V            | N            | P            | Gf           | Gs           | G               | V               | N               | P               | Gf              | Gs              | G      | V      | N      | P      | Gf     | Gs     | DR  |
| ------------ | ---- | ------- | ------- | ------- | ------- | ------- | ------- | ------------ | ------------ | ------------ | ------------ | ------------ | ------------ | --------------- | --------------- | --------------- | --------------- | --------------- | --------------- | ------ | ------ | ------ | ------ | ------ | ------ | --- |
| MLS          | 57   | 18      | 8       | 8       | 2       | 25      | 14      | 20           | 9            | 3            | 8            | 29           | 24           | 0               | 0               | 0               | 0               | 0               | 0               | 38     | 17     | 11     | 10     | 54     | 38     | +16 |
| Open Cup     | -    | 0       | 0       | 0       | 0       | 0       | 0       | 1            | 1            | 0            | 0            | 2            | 1            | 3               | 1               | 1               | 1               | 4               | 4               | 4      | 2      | 1      | 1      | 6      | 5      | +1  |
| Leagues Cup  | 3    | 0       | 0       | 0       | 0       | 0       | 0       | 0            | 0            | 0            | 0            | 0            | 0            | 5               | 3               | 0               | 2               | 10              | 7               | 5      | 3      | 0      | 2      | 10     | 7      | +3  |
| Totale       | -    | 18      | 8       | 8       | 2       | 25      | 14      | 21           | 10           | 3            | 8            | 31           | 25           | 7               | 4               | 1               | 2               | 14              | 8               | 47     | 22     | 12     | 12     | 70     | 50     | +20 |

### Andamento in campionato

#### Western Conference
| Giornata  | 1  | 2  | 3  | 4  | 5  | 6  | 7  | 8  | 9  | 10 | 11 | 12 | 13 | 14 | 15 | 16 | 17 | 18 | 19 | 20 | 21 | 22 | 23 | 24 | 25 | 26 | 27 | 28 | 29 | 30 | 31 | 32 | 33 | 34 |
| --------- | -- | -- | -- | -- | -- | -- | -- | -- | -- | -- | -- | -- | -- | -- | -- | -- | -- | -- | -- | -- | -- | -- | -- | -- | -- | -- | -- | -- | -- | -- | -- | -- | -- | -- |
| Luogo     | T  | C  | T  | C  | T  | T  | C  | T  | C  | T  | C  | T  | T  | C  | T  | C  | T  | C  | T  | C  | C  | C  | T  | C  | C  | T  | T  | T  | C  | C  | C  | T  | T  | C  |
| Risultato | P  | N  | V  | N  | P  | P  | V  | N  | P  | P  | N  | V  | P  | N  | V  | N  | P  | V  | N  | V  | V  | V  | V  | V  | P  | V  | P  | V  | V  | N  | V  | V  | V  | N  |
| Posizione | 11 | 11 | 12 | 13 | 14 | 14 | 12 | 12 | 12 | 13 | 11 | 10 | 10 | 10 | 9  | 10 | 10 | 9  | 10 | 10 | 9  | 7  | 7  | 6  | 7  | 5  | 8  | 5  | 5  | 5  | 5  | 3  | 3  | 4  |

Legenda:

Luogo: C = Casa; T = Trasferta. Risultato: R = Rinviata; V = Vittoria; N = Pareggio; P = Sconfitta.

### Statistiche individuali
| Giocatore        | MLS      | MLS  | MLS         | MLS        | Open Cup | Open Cup | Open Cup    | Open Cup   | Leagues Cup | Leagues Cup | Leagues Cup | Leagues Cup | Totale   | Totale | Totale      | Totale     |
| Giocatore        | Presenze | Reti | Ammonizioni | Espulsioni | Presenze | Reti     | Ammonizioni | Espulsioni | Presenze    | Reti        | Ammonizioni | Espulsioni  | Presenze | Reti   | Ammonizioni | Espulsioni |
| ---------------- | -------- | ---- | ----------- | ---------- | -------- | -------- | ----------- | ---------- | ----------- | ----------- | ----------- | ----------- | -------- | ------ | ----------- | ---------- |
| X. Arreaga       | 6        | 0    | 1           | 0          | 0        | 0        | 0           | 0          | 0           | 0           | 0           | 0           | 6        | 0      | 1           | 0          |
| J. Atencio       | 24       | 0    | 2           | 1          | 2        | 1        | 0           | 0          | 2           | 0           | 0           | 0           | 28       | 1      | 2           | 1          |
| C. Baker         | 15       | 0    | 1           | 0          | 2        | 0        | 0           | 0          | 1           | 0           | 0           | 0           | 18       | 0      | 1           | 0          |
| R. Baker-Whiting | 23       | 0    | 4           | 1          | 1        | 0        | 0           | 0          | 4           | 0           | 1           | 0           | 28       | 0      | 5           | 1          |
| J. Bell          | 11       | 1    | 0           | 0          | 3        | 0        | 0           | 0          | 3           | 0           | 0           | 0           | 17       | 1      | 0           | 0          |
| S. Brunell       | 0        | 0    | 0           | 0          | 2        | 0        | 0           | 0          | 0           | 0           | 0           | 0           | 2        | 0      | 0           | 0          |
| P. de la Vega    | 20       | 1    | 2           | 0          | 1        | 0        | 1           | 0          | 2           | 0           | 0           | 0           | 23       | 1      | 3           | 0          |
| O. De Rosario    | 0        | 0    | 0           | 0          | 1        | 0        | 0           | 0          | 0           | 0           | 0           | 0           | 1        | 0      | 0           | 0          |
| S. Frei          | 33       | -29  | 0           | 1          | 0        | 0        | 0           | 0          | 1           | -3          | 0           | 0           | 34       | -32    | 0           | 1          |
| Y. Gómez         | 33       | 1    | 6           | 0          | 2        | 0        | 1           | 0          | 4           | 1           | 0           | 0           | 39       | 2      | 7           | 0          |
| S. Hawkins       | 0        | 0    | 0           | 0          | 2        | 0        | 0           | 0          | 0           | 0           | 0           | 0           | 2        | 0      | 0           | 0          |
| João Paulo       | 25       | 0    | 4           | 0          | 2        | 0        | 0           | 0          | 5           | 0           | 1           | 0           | 32       | 0      | 5           | 0          |
| S. Kitahara      | 1        | 0    | 0           | 0          | 1        | 0        | 0           | 0          | 0           | 0           | 0           | 0           | 2        | 0      | 0           | 0          |
| K. Kossa-Rienzi  | 1        | 0    | 1           | 0          | 2        | 1        | 0           | 0          | 0           | 0           | 0           | 0           | 3        | 1      | 1           | 0          |
| Léo Chú          | 15       | 1    | 0           | 0          | 1        | 0        | 0           | 0          | 3           | 0           | 0           | 0           | 19       | 1      | 0           | 0          |
| D. Leyva         | 14       | 0    | 2           | 0          | 2        | 0        | 0           | 0          | 5           | 0           | 1           | 0           | 21       | 0      | 3           | 0          |
| A. Lopez         | 1        | 0    | 0           | 0          | 1        | 0        | 0           | 0          | 0           | 0           | 0           | 0           | 2        | 0      | 0           | 0          |
| G. Minoungou     | 14       | 1    | 0           | 0          | 3        | 0        | 0           | 0          | 0           | 0           | 0           | 0           | 17       | 1      | 0           | 0          |
| J. Morris        | 37       | 14   | 3           | 0          | 2        | 1        | 0           | 0          | 5           | 3           | 0           | 0           | 44       | 18     | 3           | 0          |
| D. Musovski      | 25       | 1    | 1           | 0          | 3        | 1        | 0           | 0          | 2           | 0           | 0           | 0           | 30       | 2      | 1           | 0          |
| Nathan           | 6        | 0    | 0           | 0          | 0        | 0        | 0           | 0          | 0           | 0           | 0           | 0           | 6        | 0      | 0           | 0          |
| Nouhou           | 30       | 0    | 9           | 1          | 3        | 0        | 0           | 0          | 5           | 0           | 2           | 0           | 38       | 0      | 11          | 1          |
| J. Ragen         | 37       | 3    | 7           | 1          | 3        | 0        | 0           | 0          | 5           | 1           | 1           | 0           | 45       | 4      | 8           | 1          |
| A. Roldán        | 33       | 1    | 1           | 1          | 4        | 1        | 0           | 0          | 5           | 1           | 0           | 0           | 42       | 3      | 1           | 1          |
| C. Roldán        | 37       | 2    | 3           | 0          | 3        | 0        | 0           | 0          | 5           | 0           | 2           | 0           | 45       | 2      | 5           | 0          |
| P. Rothrock      | 27       | 5    | 4           | 0          | 4        | 1        | 0           | 0          | 5           | 2           | 1           | 0           | 36       | 8      | 5           | 0          |
| R. Ruidíaz       | 28       | 8    | 2           | 0          | 2        | 0        | 0           | 0          | 2           | 0           | 0           | 0           | 32       | 8      | 2           | 0          |
| A. Rusnák        | 35       | 10   | 2           | 0          | 2        | 0        | 0           | 0          | 5           | 1           | 0           | 0           | 42       | 11     | 2           | 0          |
| D. Teves         | 6        | 1    | 1           | 0          | 2        | 0        | 0           | 0          | 1           | 0           | 0           | 0           | 9        | 1      | 1           | 0          |
| A. Thomas        | 7        | -8   | 0           | 0          | 4        | -5       | 0           | 0          | 4           | -4          | 0           | 0           | 15       | -17    | 0           | 0          |
| O. Vargas        | 33       | 1    | 5           | 1          | 2        | 0        | 0           | 0          | 5           | 1           | 2           | 0           | 40       | 2      | 7           | 1          |